# Horst Seel
Horst Seel (Gnesen, 3 de enero de 1940) es un expiloto e ingeniero de motociclismo alemán que compitió en el Campeonato del Mundo de Motociclismo desde 1967 hasta 1977. Su mejor temporada fue en 1973 cuando acabó undécimo en la clasificación general de 125 cc.

## Biografía

### Como piloto
Nacido en Gnesen (Polonia) y criado en Stralsund, Horst Seel dejó la República Democrática Alemana en 1957 para comenzar de nuevo en el oeste. Construyó su propia máquina de motocross y comenzó su carrera como piloto de carreras. La falta de dinero inicialmente le impidió continuar practicando deportes de motor. En 1967 debutaría en el Mundial en el Gran Premio de Alemania de 125cc pero los problemas económicos personales le impidieron tener continuidad en la competición.
En 1973, Seel junto a Gert Bender fabricaron una motocicleta de competición, con motor Maico monocilíndrico de 125 cc, refrigerada por agua, para competir en la temporada de 1974 pilotada por el propio Seel. Obtuvo notables resultados, a destacar la cuarta posición en el Gran Premio de Alemania de 1976 de 125cc. Su carrera terminó abruptamente cuando tuvo una caída en el Gran Premio de Suecia de 1977, donde se rompió varias costillas y se había dañado los pulmones.

### Salto a la ingeniería
Desde su retiro, la máquina de 2 cilindros continuó siendo utilizada con éxito, entre otros por Walter Koschiene y Heinz Schulte. Contratado por la empresa Everts, estuvo trabajando en un proyecto interesante en ese momentoː un motor de Fórmula 1 de 12 cilindros y de 2 tiempos con control de válvula rotativa. El motor mostró su increíble potencial en el banco de pruebas pero era poco fiable en pista. Horst volvió a trabajar por cuenta propia y construyó su dispositivo de carreras más exitoso hasta la fechaː la Seel de 80cc conducida por Pier Paolo Bianchi, Gerhard Waibel, Hubert Abold o Ralf Waldmann. En 1987, consigue algunos éxitos como el título de campeonato alemán en la clase de 80cc o un sexto lugar en la general de 125cc de 1987 con su hijo Jörg Seel como piloto. Jörg sigue siendo el piloto principal de la escudería hasta 1990.
Desde 1997, Seel se concentró en el octavo de litro con la mejora de la Honda RS125. Actualmente trabajan intensamente con escuelas de jóvenes pilotos.

## Resultados
Sistema de puntos de 1950 a 1968:
| Posición | 1 | 2 | 3 | 4 | 5 | 6 |
| Puntos   | 8 | 6 | 4 | 3 | 2 | 1 |

Sistema de puntuación a partir de 1969:
| Posición | 1  | 2  | 3  | 4 | 5 | 6 | 7 | 8 | 9 | 10 |
| Puntos   | 15 | 12 | 10 | 8 | 6 | 5 | 4 | 3 | 2 | 1  |

(Carreras en negrita indica pole position, carreras en cursiva indica vuelta rápida)
| Año  | Clase | Equipo       | 1       | 2       | 3       | 4     | 5     | 6       | 7       | 8       | 9       | 10      | 11      | 12    | 13    | Pts. | Pos. |
| ---- | ----- | ------------ | ------- | ------- | ------- | ----- | ----- | ------- | ------- | ------- | ------- | ------- | ------- | ----- | ----- | ---- | ---- |
| 1967 | 125cc | Bultaco      | ESP -   | GER 8   | FRA -   | IOM - | NED - |         | DDR -   | CZE -   | FIN -   | ULS -   | NAT -   | CAN - | JAP - | 0    | -    |
| 1968 | 125cc | Bultaco      | GER 10  | ESP -   |         | IOM - | NED - | BEL -   | RDA -   | CZE -   | FIN -   | ULS -   | NAT -   |       |       | 0    | -    |
| 1969 | 125cc | Bultaco      | ESP Ret | GER -   | FRA -   | IOM - | NED - | BEL -   | RDA -   | CZE -   | FIN -   | ULS -   | NAT -   | YUG - |       | 0    | -    |
| 1973 | 125cc | Maico        | FRA 8   | AUT -   | GER 5   | NAT 4 | IOM - | YUG 11  | NED Ret | BEL Ret | CZE -   | SWE 7   | FIN Ret | ESP - |       | 21   | 11.º |
| 1974 | 125cc | Maico        | FRA Ret | GER DNS | AUT Ret | NAT - |       | NED -   | BEL 8   | SWE Ret |         | CZE -   | YUG -   | ESP - |       | 3    | 34.º |
| 1975 | 125cc | Maico        | FRA Ret | ESP Ret | AUT 8   | GER 8 | NAT - |         |         | NED -   | BEL -   | SWE -   |         | CZE - | YUG - | 6    | 16.º |
| 1976 | 125cc | Seel Special |         | AUT -   | NAT -   | YUG - |       | NED Ret | BEL 11  | SWE -   | FIN Ret |         | GER 4   | ESP - |       | 8    | 18.º |
| 1977 | 125cc | Seel         | VEN -   | AUT -   | GER -   | NAT - | ESP - | FRA 18  | YUG -   | NED 7   | BEL -   | SWE Ret | FIN -   |       | GBR - | 4    | 30.º |